# Harhorin
Harhorin (mongoul Хархорин) város Mongólia Dél-Hangáj tartományában, járási (szum) székhely. A szum népessége 13 828 fő volt 1994-ben, majd 13 964 fő (2000), 13 496 fő (2003). Ebből Harhorin városának lélekszáma 2003-ban 8977 fő volt, a város területe 20,5 km².
Harhorin az Orhon folyó felső folyását közrefogó völgy alsó végében található, mely az Orhon-völgyi kultúrtáj világörökségének része. A város a Hangáj-hegység keleti lábainál helyezkedik el, ahol az Közép-Mongólia hullámzó sztyeppéjébe olvad.
A közelében találhatók Karakorum romjai, mely egykor rövid ideig a Mongol Birodalom fővárosa volt Ögödej mongol nagykán alatt. A város környezetének másik jelentős kulturális helyszíne az Erdeni Dzú buddhista kolostor.
Harhorin fő jövedelemforrása a turizmus és a mezőgazdaság. A várostól keletre elterülő nagy gabonaföldeket az Orhon vizével öntözik. Burkolatlan futópályájú repülőterét menetrend szerinti járat köti össze Ulánbátorral.